# Ali Machani
Ali Machani, né le 12 juillet 1993 à Bizerte, est un footballeur tunisien évoluant au poste de défenseur central avec Al-Shahania.

## Clubs
- juillet 2010-juillet 2015 : Club athlétique bizertin (Tunisie)
- juillet 2015-juillet 2019 : Espérance sportive de Tunis (Tunisie)
- septembre 2019-octobre 2020 : Club athlétique bizertin (Tunisie)
- depuis octobre 2020 : Al-Shahania SC (Qatar)

## Palmarès
- Vainqueur du championnat de Tunisie en 2017, 2018 et 2019
- Vainqueur de la coupe de Tunisie en 2016
- Vainqueur du championnat arabe des clubs en 2017
- Vainqueur de la Ligue des champions de la CAF en 2018 et 2019